# Карлук (Аляска)
Карлук (англ. Karluk, алют. Kal’uq) — статистически обособленная местность, которая находится в боро Кадьяк-Айленд, Аляска, Соединённые Штаты Америки. По данным переписи 2010 года население составляло 37 человек.

## География
По данным Бюро переписи населения США, CDP имеет общую площадь 57,9 квадратных миль (149,9 км²), из которых 55,4 квадратных миль (143,6 км²) являются землёй и 2,4 квадратных мили (6,3 км²), или 4,20 %, является водой).

## Демография
По данным переписи 2000 года в CDP насчитывалось 27 человек, 9 домашних хозяйств и 7 семей. Плотность населения составляла 0,5 человека на квадратную милю (0,2 / км2). Было 24 единицы жилья при средней плотности 0,4 / кв. Миль (0,2 / км2). Расовый состав CDP составлял 0,00 % белых, 96,30 % коренных американцев и 3,70 % азиатов.
Было 9 домашних хозяйств, из которых у 44,4 % были дети моложе 18 лет, живущие с ними, 33,3 % были женатыми парами, живущими вместе, у 33,3 % была мать-одиночка, а 22,2 % были не женатыми. 22,2 % всех домохозяйств состоят из отдельных лиц, и никто из них не живет один, кому было 65 лет и старше. Средний размер домохозяйства 3,00, а средний размер семьи — 3,43.
В CDP население было распространено — 37,0 % в возрасте до 18 лет, 7,4 % с 18 до 24, 33,3 % с 25 до 44, 14,8 % с 45 до 64 и 7,4 %, которые составляли 65 лет и старше , Медианный возраст составлял 30 лет. На каждые 100 женщин приходилось 125,0 мужчин. На каждые 100 женщин в возрасте 18 лет и старше приходилось 112,5 мужчин.
Средний доход для домашнего хозяйства в CDP составлял 19 167 долларов США, а средний доход для семьи составлял 19 167 долларов США. Мужчины имели средний доход от 0 долларов США, в то время как женщины имели доход 20 000 долларов. Доход на душу населения для CDP составлял 13 736 долларов США. Не было семей и ни одного из населения, живущего за чертой бедности.